# Stan, Șumen
Stan (în bulgară Стан) este un sat în comuna Novi Pazar, regiunea Șumen,  Bulgaria. 

## Demografie
Componența etnică a satului Stan
     Turci (3,26%)
     Bulgari (80,4%)
     Romi (12,06%)
     Nicio identificare (4,27%)
La recensământul din 2011, populația satului Stan era de 398 locuitori. Din punct de vedere etnic, majoritatea locuitorilor (80,4%) erau bulgari, existând și minorități de romi (12,06%) și turci (3,26%). Pentru 4,27% din locuitori nu este cunoscută apartenența etnică.